# Schroth (Familienname)
Schroth ist ein deutscher Familienname.

## Namensträger
- Alexander Schroth (1828–1899), österreichischer Bildhauer und Gipsformer
- Andreas Schroth (1791–1865), österreichischer Bildhauer und Maler
- Barbara Schroth (* 1933), deutsche Schauspielerin
- Bernhard Schroth (1908–1986), deutscher Politiker (SPD), MdL Baden-Württemberg
- Carl-Heinz Schroth (1902–1989), österreichischer Schauspieler und Regisseur
- Christoph Schroth (1937–2022), deutscher Regisseur und Theaterleiter
- Clara Schroth-Lomady (1920–2014), US-amerikanische Turnerin
- Conrad Schroth (1815–1898), deutscher Landwirt, Mitglied der Landstände des Herzogtums Nassau
- Dieter Schroth (* 1948), deutscher Fußballspieler und Textilunternehmer
- Eleonore Schroth (1928–2000), deutsche Schauspielerin
- Eric Schroth (* 1990), deutscher Moderator und Entertainer sowie Innenarchitekt und Raumgestalter
- Eugen Schroth (1862–1945), österreichischer Maler
- Frances Schroth (1893–1961), US-amerikanische Schwimmerin
- George Schroth (1899–1989), US-amerikanischer Wasserballspieler
- Gerhard Schroth (* 1949), Schweizer Neuroradiologe
- Hannelore Schroth (1922–1987), deutsche Schauspielerin
- Heinrich Schroth (Schauspieler, 1871) (1871–1945), deutscher Schauspieler
- Heinrich Schroth (Schauspieler, 1893)  (1893–1971), deutscher Schauspieler, Regisseur und Autor
- Heinrich Schroth (Politiker) (1902–1957), deutscher Politiker (SPD) und Fabrikant
- Heinz Schroth (1892–1957), deutscher Schauspieler, siehe Heinz Sailer
- Heinz Schroth (1924–2006), deutscher Politiker
- Henning Schroth (* 1992), deutscher Eishockeytorwart
- Horst Schroth (* 1948), deutscher Kabarettist
- Ingeborg Krummer-Schroth (1911–1998), deutsche Kunsthistorikern
- Jacob Schroth (1773–1831), österreichisch Bildhauer
- Jens Schroth (1973–2016), deutscher Dramaturg und Komponist
- Johann Schroth (Johannes Schroth; 1798–1856), österreichischer Naturheilkundler
- Johann Friedrich Schroth (1736–1803), österreichischer Bildhauer
- Johannes Schroth (Architekt) (1859–1923), deutscher Architekt
- Johannes Schroth (Schriftsteller) (* 1934), deutscher Architekt und Schriftsteller
- Johannes Schroth (* 1977), deutscher Rapper, siehe Fumanschu
- Josef Ignaz Schroth (1764–1797), österreichischer Bildhauer
- Karin Schroth (* 1924), deutsche Schauspielerin und Regisseurin, siehe Karin Jacobsen
- Karin Schroth (* 1941), deutsche Schauspielerin und Dozentin für Schauspiel
- Karl Schroth (1909–1999), deutscher Widerstandskämpfer
- Katharina Schroth (1894–1985), deutsche Physiotherapeutin
- Klaus Schroth (* 1940), deutscher Rechtsanwalt
- Markus Schroth (* 1975), deutscher Fußballspieler
- Mirjam Schroth (* 1977), deutsche Schauspielerin, siehe Mirjam Tertilt
- Moriz Schroth (1853–1937), österreichischer Bildhauer und Gipsformer
- Peter Schroth (* 1940), deutscher Schauspieler, Regisseur und Dozent für Schauspiel und Regie
- Stefan Schroth (1934–2007), deutscher Architekt
- Ulrich Schroth (* 1946), deutscher Rechtswissenschaftler
- Walther Schroth (1882–1944), deutscher General der Infanterie
- Werner Schroth (1928–2012), deutscher Chemiker